# Unterseeboot U-80 (1916)
Pour les autres navires du même nom, voir Unterseeboot 80.
L'Unterseeboot U-80 est l’un des 329 sous-marins servant dans la Kaiserliche Marine pendant la Première Guerre mondiale. L’U-80 a été engagé dans la guerre navale et a pris part à la première bataille de l'Atlantique.

## Conception
Les sous-marins de type UE I ont été précédés par les sous-marins de type U-66, plus longs. L'U-80 avait un déplacement de 755 tonnes en surface et de 832 tonnes en immersion. Il avait une longueur de 56,80 m et 46,66 m pour sa coque pressurisée, une largeur de 5,90 m, une hauteur de 8,25 m et un tirant d'eau de 4,86 m. Le sous-marin était propulsé par deux moteurs de 900 ch (660 kW) en surface, et deux moteurs de 900 chevaux (660 kW) en immersion. Il avait deux arbres d'hélice. Il était capable d’opérer à des profondeurs allant jusqu’à 50 mètres.
Le sous-marin avait une vitesse maximale de 9,9 nœuds (18,3 km/h) en surface et de 7,9 nœuds (14,6 km/h) en immersion. Il pouvait parcourir 7880 milles marins (14590 km) à 7 nœuds (13 km/h) en surface et 83 milles marins (154 km) à 4 nœuds (7,4 km/h) en immersion. L'U-80 était équipé de deux tubes lance-torpilles de 50 centimètres (un à l’avant tribord et un à l’arrière tribord), de quatre torpilles et d’un canon de pont de 8,8 centimètres. Il avait un équipage de trente-deux personnes, vingt-huit hommes et quatre officiers.

## Opérations
L'U-80 est crédité du naufrage du Laurentic, le 24e plus grand navire coulé pendant la Première Guerre mondiale par des sous-marins, avec 14 892 tonneaux de jauge brute. Il heurta deux mines posées par l'U-80 au large de Malin Head et coula en moins d’une heure, avec 345 victimes et 35 tonnes de lingots d'or. L'U-80 est également crédité d’avoir endommagé le 6e plus grand navire, le Celtic, de 20 904 TJB, le 15 février 1917 à 53° 57′ N, 4° 40′ O. Le Celtic sera torpillé plus tard dans la guerre par l'UB-77, mais il s’échoue et est renfloué plus tard.
L'U-80 s’est rendu aux Alliés à Harwich le 16 janvier 1919, conformément aux exigences de l’armistice avec l’Allemagne. Il fut vendu par l’Amirauté britannique à George Cohen le 3 mars 1919 pour 2 300 £ (hors les moteurs) et fut démantelé à Swansea.

## Affectations
- Flottille I : du 27 août 1916 au 11 novembre 1918.

## Commandants
- Kapitänleutnant Alfred von Glasenapp[5] : du 6 juin 1916 au 31 juillet 1917
- Kptlt. Gustav Amberger[6] : du 1er août au 30 octobre 1917
- Kptlt. Karl Scherb[7] : du 31 octobre au 22 décembre 1917
- Kptlt. Karl Koopmann[8] : du 23 décembre 1917 au 11 novembre 1918

## Navires coulés
| Date             | Nom               | Nationalité    | Tonnage | Destin.   |
| ---------------- | ----------------- | -------------- | ------- | --------- |
| 4 novembre 1916  | Skerries          | United Kingdom | 4278    | Coulé     |
| 18 décembre 1916 | Opal              | United Kingdom | 599     | Coulé     |
| 19 décembre 1916 | Liverpool         | United Kingdom | 686     | Coulé     |
| 25 janvier 1917  | HMS Laurentic     | Royal Navy     | 14892   | Coulé     |
| 15 février 1917  | RMS Celtic        | United Kingdom | 20904   | Endommagé |
| 1 mars 1917      | HMS Pheasant      | Royal Navy     | 1025    | Coulé     |
| 3 mars 1917      | Hermes            | Norvège        | 785     | Coulé     |
| 10 mars 1917     | San Eduardo       | United Kingdom | 6225    | Endommagé |
| 16 mars 1917     | HMS Motagua       | Royal Navy     | 5977    | Endommagé |
| 17 avril 1917    | Gisella           | United Kingdom | 2502    | Endommagé |
| 7 mai 1917       | H. H. Petersen    | Danemark       | 192     | Coulé     |
| 7 mai 1917       | Sophie            | Danemark       | 237     | Coulé     |
| 9 mai 1917       | Hans Broge        | Danemark       | 1432    | Coulé     |
| 11 mai 1917      | Anna Alwina       | Empire russe   | 364     | Coulé     |
| 11 mai 1917      | Calchas           | United Kingdom | 6748    | Coulé     |
| 21 mai 1917      | HMT Senator       | Royal Navy     | 211     | Coulé     |
| 1 juillet 1917   | Don Emilio        | United Kingdom | 3651    | Coulé     |
| 15 août 1917     | Hylas             | United Kingdom | 4240    | Coulé     |
| 16 août 1917     | Caroline Kock     | Danemark       | 316     | Coulé     |
| 20 août 1917     | HMT Kirkland      | Royal Navy     | 224     | Coulé     |
| 25 août 1917     | Junona            | Empire russe   | 3462    | Coulé     |
| 6 septembre 1917 | Tuskar            | United Kingdom | 1159    | Coulé     |
| 17 décembre 1917 | Neptune           | United Kingdom | 50      | Coulé     |
| 19 décembre 1917 | Arno              | Danemark       | 1386    | Coulé     |
| 23 avril 1918    | HMT Plethos       | Royal Navy     | 210     | Coulé     |
| 1 mai 1918       | HMS Blackmorevale | Royal Navy     | 750     | Coulé     |
| 5 juin 1918      | Anton             | Suède          | 1036    | Coulé     |
| 29 juin 1918     | Midtsjö           | Norvège        | 185     | Coulé     |
| 3 juillet 1918   | Gripen            | Suède          | 1191    | Coulé     |
| 3 juillet 1918   | P. C. Peterson    | Norvège        | 673     | Coulé     |
| 11 octobre 1918  | Helvetia          | Norvège        | 673     | Coulé     |